# Коэн, Альбер
Альбер Коэн (фр. Albert Cohen; 16 августа 1895, остров Корфу — 17 октября 1981, Женева) — швейцарский поэт, писатель и драматург. Выдвигался на Нобелевскую премию по литературе.

## Биография
Абрахам (Альберт) Коэн родился в семье евреев-романиотов на острове Корфу. Его родители владели мыловаренным заводом и перебрались с ним в Марсель, в 1900 году, когда он был ещё ребёнком.
Коэн окончил юридический факультет Женевского университета и учился на литературном факультете, окончил университет в 1919 году, в том же году он получил швейцарское гражданство. После непродолжительного пребывания в Александрии, где он стал членом адвокатской коллегии, Коэн вернулся в Женеву в 1921 году; с 1926 года по 1932 года работал в дипломатическом отделе Международного бюро труда.
С 1932 года вновь жил во Франции. В 1939 году стал личным представителем главы Всемирной сионистской организации Хаима Вейцмана, занимался помощью еврейским беженцам от нацизма, помогая им перебираться в Палестину. В 1940 году во время германского вторжения во Францию бежал в Великобританию, где до 1946 года был представителем Еврейского агентства.
Затем он вернулся в Женеву, где с 1947 по 1954 год занимал руководящую должность в Международной организации по делам беженцев. После этого он занимался только литературной деятельностью.

## Творчество
1921 год — первая книга, сборник стихов «Еврейские слова» — была написана под влиянием Псалмов.
Вершина его творчества — трилогия романов «Солаль», «Проглот» и «Любовь властелина» (Большая премия Французской академии за роман).
«Любовь властелина» (1968) — «фреска, запечатлевшая вечное приключение мужчины и женщины» (смертельная любовь, как у Тристана и Изольды), изображает события 1936 года, происходящие в Женеве времен Лиги Наций. Солаль, еврей-дипломат, окруженный надоедливыми восточными родственниками, побеждает сердце Арианы, новой госпожи Бовари, жены недалекого бельгийского чиновника.
Впервые на русском языке роман «Любовь властелина» вышел в 2012 году в издательстве «Флюид FreeFly». Перевод книги удостоился гранта, предоставленного отделом книги при посольстве Франции в России.

## Интересные факты
- Роман Альбера Коэна «Любовь властелина» занял тридцать второе место в списке «100 книг века по версии Le Monde».